# Mats Wieffer
Mats Wieffer (sinh ngày 16 tháng 11 năm 1999) là một cầu thủ bóng đá chuyên nghiệp người Hà Lan thi đấu ở vị trí tiền vệ phòng ngự cho câu lạc bộ Feyenoord tại Eredivisie và đội tuyển quốc gia Hà Lan.

## Thống kê sự nghiệp

### Câu lạc bộ
Tính đến ngày 17 tháng 3 năm 2024
| Club         | Season       | League         | League | League | Cup  | Cup   | Europe | Europe | Other | Other | Total | Total |
| Club         | Season       | Division       | Apps   | Goals  | Apps | Goals | Apps   | Goals  | Apps  | Goals | Apps  | Goals |
| ------------ | ------------ | -------------- | ------ | ------ | ---- | ----- | ------ | ------ | ----- | ----- | ----- | ----- |
| FC Twente    | 2018–19      | Eerste Divisie | 1      | 0      | 1    | 0     | —      | —      | —     | —     | 2     | 0     |
| Excelsior    | 2020–21      | Eerste Divisie | 31     | 1      | 4    | 0     | —      | —      | —     | —     | 35    | 1     |
| Excelsior    | 2021–22      | Eerste Divisie | 34     | 4      | 2    | 0     | —      | —      | 6     | 1     | 42    | 5     |
| Excelsior    | Total        | Total          | 65     | 5      | 6    | 0     | 0      | 0      | 6     | 1     | 77    | 6     |
| Feyenoord    | 2022–23      | Eredivisie     | 25     | 1      | 4    | 1     | 8      | 1      | —     | —     | 37    | 3     |
| Feyenoord    | 2023–24      | Eredivisie     | 25     | 5      | 4    | 0     | 8      | 1      | 1     | 0     | 38    | 6     |
| Feyenoord    | Total        | Total          | 50     | 6      | 8    | 1     | 16     | 2      | 1     | 0     | 75    | 9     |
| Career total | Career total | Career total   | 116    | 11     | 15   | 1     | 16     | 2      | 7     | 1     | 154   | 15    |

1. ↑  Appearances in Eerste Divisie promotion/relegation play-offs
2. ↑  Appearances in UEFA Europa League
3. ↑  Six appearances in UEFA Champions League, two appearances in UEFA Europa League
4. ↑  Appearance in Johan Cruyff Shield

### Quốc tế
Tính đến ngày 26 tháng 3 năm 2024
| Đội tuyển quốc gia | Năm       | Trận | Bàn |
| ------------------ | --------- | ---- | --- |
| Hà Lan             | 2023      | 7    | 1   |
| Hà Lan             | 2024      | 2    | 0   |
| Tổng cộng          | Tổng cộng | 9    | 1   |

Bàn thắng và kết quả của Hà Lan được để trước.
| # | Ngày                 | Địa điểm                                     | Đối thủ   | Bàn thắng | Kết quả | Giải đấu                 |
| - | -------------------- | -------------------------------------------- | --------- | --------- | ------- | ------------------------ |
| 1 | 21 tháng 11 năm 2023 | Sân vận động Algarve, Faro/Loulé, Bồ Đào Nha | Gibraltar | 2–0       | 6–0     | Vòng loại UEFA Euro 2024 |

## Danh hiệu
Feyenoord
- Eredivisie: 2022–23[5]

Cá nhân
- Đội hình của tháng Eredivisie: Tháng 8 năm 2023[6]